# Lazarus Fuchs
Immanuel Lazarus Fuchs (ur. 5 maja 1833 w Mosinie, zm. 26 kwietnia 1902 w Berlinie) – niemiecki matematyk.

## Życiorys
Po ukończeniu gimnazjum studiował na Uniwersytecie Berlińskim, gdzie uczęszczał na wykłady m.in. Ernsta Kummera i Karla Weierstraßa, który to ostatni został promotorem jego rozprawy doktorskiej. Od nazwiska Fuchsa pochodzą nazwy pojęć takich jak grupa Fuchsa czy równanie Picarda-Fuchsa oraz tzw. twierdzenie Fuchsa dotyczące równań różniczkowych zwyczajnych. Był promotorem prac doktorskich takich matematyków jak np. Gerhard Hessenberg, Edmund Landau, Issai Schur, Theodor Vahlen oraz Ernst Zermelo.